# アリュートル語
アリュートル語（アリュートルご、英: Alyutor language）はカムチャツカ半島北部のコリャーク管区に住むアリュートル人が話す古シベリア諸語の一つ。アレウト語とも。チュクチ語、コリャーク語、ケレク語と共にチュクチ語派、イテリメン語と共にチュクチ・カムチャツカ語族を形成する（ただし最後のイテリメン語については別系統であるとの議論もある）。
2000年にアリュートル人が独立した民族としてロシア政府により認められる以前は、コリャーク語の一方言とされてきた。正書法はまだない。
複統合的な言語であり、動詞が多数の形態素から形成され、文に相当するような意味を表現しうる。また、抱合的でもあり、他動詞が目的語を抱合し、新たな語幹を形成する。
他動詞の目的語と自動詞の主語が共通の格（絶対格）で示され、他動詞の主語が能格で示される（能格言語と呼ぶ）。
アリュートル語は、大きく3つの方言に分けられ、それぞれアリュートル方言（Alutor proper dialect, sobstvenno alyutorsij dialekt）、カラガ方言（Karaga dialect, Karaginskij）、レスナヤ方言（Lesnaya dialect）がある。一部研究者はカラガ方言とレスナヤ方言を、アリュートル語ではなくコリャーク語の一部と分類することもある。
本稿では、アリュートル方言をもとに記載する。

## 音韻

### 音節構造
音節構造は(C1)V(C2)である。Cは子音（consonant）、Vは母音（Vowel）である。（）は音節形成の非必須要素である。声調は見られない。コリャーク語と同様に母音で始まる音節は語頭位置にのみ現れる。語頭および語末の二重子音連結は許されず、語中の三連子音連結も許されない。アリュートル語には接続詞や助詞を除き、表層形（音声形）で単音節語は存在しない。語根が基底形（音韻形）で単音節である場合、語根末子音を重複させ/ə/を付加し第二音節を付加する（{naj}→naj-jə 「山」絶対格単数）。これらの付加音節は語根に別の形態素が続くときに削除される（{naj}→naj-uwwi 「山々」絶対格複数）。

### アクセント規則[7]
- （音声形でアクセントをもつ単音節語は存在しない）

- 二音節語のストレスは第一音節に置かれる（mí.məl「水」）。
- 三音節以上の多音節語はストレスが第二音節に置かれる（qə.lá.vul「夫」、pə.lá.kəl.ŋən「ブーツ」）。

ただし、ストレスは母音/ə/を含む開音節には置かれない。代わりに以下の規則に従って別の音節に移動する。
- 第一音節末に母音/ə/を含む二音節語は、第三音節が付加され、多音節語のアクセント規則に従う。つまりストレスは第二音節に置かれる。第三音節は第二音節の語末子音と同じ子音および母音 /ə/ から成る（{mtan}→ *mə́.tan → mə.tán.nə「蚊」）。
- 第二音節末に母音 /ə/ を含む多音節語：ストレスは第一音節に置かれる（tá.wə.ja.tək「誰かに食べさせる」）。

音節の追加規則は「音の挿入」も参照）。

### 母音
アリュートル語には6つの母音が設定できる。類縁のチュクチ語やコリャーク語と同様に、/ə/は子音連結を回避するための挿入音としても用いられる。
|          | 前舌母音 | 中央母音 | 後舌母音 |
| -------- | -------- | -------- | -------- |
| 狭母音   | i        |          | u        |
| 中央母音 | e        | ə        | o        |
| 広母音   |          | a        |          |

/ə/は以下の点で他の母音と異なる振る舞いを見せる。
1. アクセントを担うことができない
2. 半母音（接近音）/w, j/、声門閉鎖音に後続されて別の母音を形成する（əw → u, əj → i, əʔ → a）。
3. 子音の連続を避けるために二つの母音の間に挿入される。

### 子音
アリュートル語には、18個の子音が設定できる。
|          | 両唇音 | 唇歯音 | 歯茎音 | 硬口蓋音 | 軟口蓋音 | 口蓋垂音 | 咽頭音 | 声門音 |
| -------- | ------ | ------ | ------ | -------- | -------- | -------- | ------ | ------ |
| 鼻音     | m      |        | n      | nʲ [ɲ]   | ŋ        |          |        |        |
| 破裂音   | p      |        | t      |          | k        | q        |        | ʔ      |
| 側面接近 |        |        | l      | lʲ [ʎ]   |          |          |        |        |
| はじき音 |        |        | r      |          |          |          |        |        |
| 摩擦音   |        | v      | s      |          | ɣ        |          |        | ʕ      |
| 接近音   | w      |        |        | j        |          |          |        |        |

加えて、[b, d, f, x, z]がロシア語からの借用語に現れるが、年長者はこれらを [p, t (j), v, q, s]と発音する場合がある。
ʔとʕを除くすべての子音は、語中のあらゆる位置で出現する。ʔとʕは語末での出現は記録されない。

### 音韻規則
アリュートル語にはコリャーク語と同様、様々な音韻規則が存在する。これらは子音連続の回避、母音連続の回避、単音節語の回避などをモチベーションとして起こる。

#### 音の脱落
多音節語の語末の母音は、絶対格単数で脱落する（ {tatula} → tatul「キツネ（絶対格単数）」、cf. tatula-wwi「キツネたち（絶対格複数）」）。
アリュートル語では母音の連続は許されないため、語形成時に母音が連続する場合は一方の母音が脱落する（ɣa-…-lin + {iv} → ɣ-iv-lin (< *ɣa-iv-lin)「彼（女）は言った」）。連続した母音のうち、どちらが脱落する母音かは母音階層によって決められており、次のとおりである：ə < a < e, o < i < u。
語頭に子音連続CCを持つ動詞の一部が接頭辞を持たないとき、語頭子音の脱落により子音連続を回避する。

#### 音の挿入
語頭・語末に子音連続CC、語中に子音連続CCCが生じる場合、子音連続回避のために母音/ə/が挿入される（ {ŋvu} → ŋəvu-kki 「始める（不定詞）」、*mət-ŋvu-la-mək → mət-ə-ŋvu-la-mək「私たちは始めた」）。
語の構造がCəCVCまたはCVCの場合、語末子音を重ねて音節を作り、語末から二番目の音節にストレスがおかれる（C1əC2VC3→C1əC2VC3C3ə、C1VC2→C1VC2C2ə: 太字がストレス。同じ添え字の子音は同じ音を示す）。
子音/t/または/k/で語が終わる場合、一・三人称単数完了態においては、子音を重ねて語末に母音/i/を挿入する。

#### 子音の交替
歯茎音/t/, /l/, /n/は、それぞれ/s/, /lʲ~s/, /nʲ/に交替することがある（ənʲnʲ-ə-pilʲ (< *ənn-ə-pilʲ < {ənn} + -pilʲ)「小さな魚（絶対格単数）」）。

#### 子音の同化
接辞付加は子音の同化を引き起こすことがある。以下の表は子音同化の条件である（上段が後続する子音、下段が先行する子音）。
| 先行子音\後続子音 | m  | ŋ  | n  | nʲ   | l  | lʲ   | r  | s  | j    |
| ----------------- | -- | -- | -- | ---- | -- | ---- | -- | -- | ---- |
| t                 | nm | nŋ | nn | nʲnʲ | ll | lʲlʲ | rr | ss | -    |
| l                 | -  | -  | -  | -    | -  | lʲlʲ | -  | ss | lʲlʲ |
| n                 | -  | -  | -  | nʲnʲ | ll | -    | rr | -  | nʲnʲ |

#### Vocalization
後続する子音との組み合わせに応じて、母音 /ə/ は次のように変化する（əw → u, əj → i, əʔ → a）。母音/a/は次のように変化する（aj → e | _# or _C (C ≠ j)）。また、/aj/の組み合わせは、絶対格単数では/e/として現れるが、複数接尾辞-uwwiが続く絶対格複数形では/aj/として現れる。/aw/の組み合わせは、絶対格単数形で/ə/の挿入が起きるためそのままだが、絶対格複数では/ə/の挿入が起きないため/o/になる。加えて、強調表現や呼びかけ表現においては、母音 /a, ə, u/ は母音 /o/ に変化し、母音 /i/ は母音 /e/ に変化する。変化後の母音にストレスが置かれる。

#### 女性発音
Стебницкий (1938) では、女性の発音で、/l/が/s/、/s/が/c/に交替することを報告している。Nagayama (2003)では、これらの交替が女性だけでなく男性の発音にもみられること、この交替が任意的であることを報告している。このような性別による発音の差はチュクチ語にも存在し、男性では/r/で女性では/c/[ts]に交替する。

## 品詞論
アリュートル語における品詞は、語形変化を行うinflecting wordsと語形変化を行わないnon-inflecting wordsに分けられる。品詞のうち、名詞類（名詞、人称代名詞、指示詞、形容詞、数詞）、形容詞、動詞はinflecting wordである。副詞、接続詞、間投詞、助詞、接語はnon-inflecting wordsである。Inflecting wordは文法範疇に従って屈折接辞を伴って現れる。多くの語幹は名詞類、形容詞、動詞のいずれかの屈折接辞を組み合わせて使用される。ごく少数の語幹のみがこれらの2つまたは3つの接辞を付加することができる。一方でnon-inflecting wordsは、性・数・格いずれの接辞も付加しない。

## 名詞類
アリュートル語の名詞類には、文法範疇として数・人称・格がある。名詞類は次の下位区分を持つ：名詞（普通名詞、固有名詞）、人称代名詞、指示詞、形容詞、数詞。

### 名詞
普通名詞と固有名詞は異なる屈折接辞の体系を持つ。一部の親族名称はその両方の屈折接辞を持つことができる。普通名詞は絶対格でのみ単数、双数、複数が区別されるのに対し、固有名詞は絶対格、道具格、場所格、与格で数の区別がある。絶対格の標示のされ方には次の4つの方法がある：①無標のもの（ゼロ形態素-∅を伴うもの）、②語幹末子音の弱化を伴うもの、③語幹の重複を伴うもの、④絶対格接尾辞-n/ -ŋa/ -lŋənを伴うもの。
以下にアリュートル語の名詞格変化を示す。-∅は語幹に何もつかない形である。
|                                                    | 普通名詞                              | 普通名詞                              | 普通名詞                              | 固有名詞    | 固有名詞    | 固有名詞       |
| 単数                                               | 双数                                  | 複数                                  | 単数                                  | 双数        | 複数        |                |
| -------------------------------------------------- | ------------------------------------- | ------------------------------------- | ------------------------------------- | ----------- | ----------- | -------------- |
| 絶対格（Absolutive, абсолютный）「～が」           | （表外を参照）                        | -(t)i                                 | -u(wwi)/-w(wi)                        | -∅/-ｎ      | -nti        | -u(wwi)/-w(wi) |
| 道具格 (能格)（Instrumental, творительный）        | -(t)a                                 | -(t)a                                 | -(t)a                                 | -nak        | -tək        | -tək           |
| 場所格（Locative, местный）「～で」                | -k                                    | -k                                    | -k                                    | -nak        | -tək        | -tək           |
| 与格 (Dative, дательный）「～に」                  | -ŋ                                    | -ŋ                                    | -ŋ                                    | -naŋ        | -tək        | -tək           |
| 沿格（Prolative, продольный）「～に沿って」        | -jpəŋ/ɣəpəŋ                           | -jpəŋ/ɣəpəŋ                           | -jpəŋ/ɣəpəŋ                           | -jpəŋ/ɣəpəŋ | -jpəŋ/ɣəpəŋ | -jpəŋ/ɣəpəŋ    |
| 接触格（Contactive, касательный ）「～でつかんで」 | -jit                                  | -jit                                  | -jit                                  | -           | -           | -              |
| 原因格（Causative, каузальный）「～のせいで」      | -kjit                                 | -kjit                                 | -kjit                                 | -           | -           | -              |
| 様態格（Essive, назначительный）「～として」       | -(n)u                                 | -(n)u                                 | -(n)u                                 | -           | -           | -              |
| 共同格（Comitative, совместности）                 | ɣa-...-(t)a ɣeqə-...-(t)a awən-...-ma | ɣa-...-(t)a ɣeqə-...-(t)a awən-...-ma | ɣa-...-(t)a ɣeqə-...-(t)a awən-...-ma | -           | -           | -              |

普通名詞の絶対格単数形の例を示す。
①無標のもの（ゼロ形態素-∅を伴うもの）
{wala} → wala 「ナイフ」(cf. wala-wwi (絶対格複数))
②語幹末母音の脱落を伴うもの
{milʲuta} → milʲut「野兎」(cf. milʲuta-wwi (絶対格複数))
③語幹の重複を伴うもの
{raɣ} → *raɣ-raɣ → ro-ro「ライチョウ」(cf. raɣ-uwwi (絶対格複数))
④絶対格接尾辞-n/ -ŋa/ -lŋənを伴うもの
{itʔ} → itʔ-ə-n 「パーカ（フード付き毛皮製ジャケット）」 (cf. itʔ-uwwi (絶対格複数))
{rara} → rara-ŋa 「家」 (cf. rara-wwi (絶対格複数))
{mənɣ} → mənɣ-ə-lŋən 「手」 (cf. mənɣ-uwwi(絶対格複数))

### 人称代名詞
人称代名詞は、名詞と同様に数（単数・双数・複数）、人称（一人称・二人称・三人称）、格を区別する。単数・双数・複数の区別は絶対格でのみ保たれ、他の格では単数と複数のみが区別される。名詞が様態格と共同格を持つのに対して、人称代名詞はこれらを欠く。
|                | 第一人称        | 第一人称        | 第一人称        | 第二人称        | 第二人称      | 第二人称      | 第三人称       | 第三人称     | 第三人称     |
| 単数           | 双数            | 複数            | 単数            | 双数            | 複数          | 単数          | 双数           | 複数         |              |
| -------------- | --------------- | --------------- | --------------- | --------------- | ------------- | ------------- | -------------- | ------------ | ------------ |
| 絶対格         | ɣəmmə           | muri            | muru(wwi)       | ɣəttə           | turi          | turu(wwi)     | ənnu           | əttu         | ətu(wwi)     |
| 道具格（能格） | ɣəmnan          | murɣənan        | murɣənan        | ɣənan(na)       | turɣənan      | turɣənan      | ənan(na)       | ətɣənan      | ətɣənan      |
| 場所格         | ɣəməkki         | murəkki         | murəkki         | ɣənəkki         | turəkki       | turəkki       | ənəkki         | ətəkki       | ətəkki       |
| 与格           | ɣəməkə(ŋ)       | murəkəŋ         | murəkəŋ         | ɣənəkə(ŋ)       | turəkəŋ       | turəkəŋ       | ənkə(ŋ)        | ətəkəŋ       | ətəkəŋ       |
| 沿格           | ɣəməkk-epə(ŋ)   | murəkkepə(ŋ)    | murəkkepə(ŋ)    | ɣənəkk-epə(ŋ)   | turəkkepə(ŋ)  | turəkkepə(ŋ)  | ənəkk-epə(ŋ)   | ətəkkepə(ŋ)  | ətəkkepə(ŋ)  |
| 接触格         | ɣəməkka-jit(a)  | murəkka-jit(a)  | murəkka-jit(a)  | ɣənəkka-jit(a)  | turəkka-jita  | turəkka-jita  | ənəkka-jit(a)  | ətəkka-jita  | ətəkka-jita  |
| 原因格         | ɣəməkka-kjit(a) | murəkka-kjit(a) | murəkka-kjit(a) | ɣənəkka-kjit(a) | turəkka-kjita | turəkka-kjita | ənəkka-kjit(a) | ətəkka-kjita | ətəkka-kjita |

アリュートル語には人称代名詞に所有形がある。
|       | 単数     | 双数       | 複数           |
| ----- | -------- | ---------- | -------------- |
| 1 SG. | ɣəm-nin  | ɣəm-ninat  | ɣəm-nina(-wwi) |
| 2 SG. | ɣə-ninnə | ɣə-ninat   | ɣə-nina(-wwi)  |
| 3 SG. | ə-ninnə  | ən-innat   | ə-ninna(-wwi)  |
| 1 PL. | mur-ɣin  | mur-ɣina-t | mur-ɣina(-wwi) |
| 2 PL. | tur-ɣin  | tur-ɣina-t | tur-ɣina(-wwi) |
| 3 PL. | ət-ɣin   | ət-ɣina-t  | ət-ɣina(-wwi)  |

### 指示詞

#### 指示代名詞
アリュートル語には、コリャーク語と同様に三系列（近称・中称・遠称）の指示代名詞がある。
|                       | 1 SG.  | 2 SG.     | 3 SG.         |
| --------------------- | ------ | --------- | ------------- |
| 近称 (this: proximal) | ɣuttin | ɣuttaq-ti | ɣuttaq-u(wwi) |
| 中称 (that)           | ənŋin  | ənŋina-t  | ənŋina-w(wi)  |
| 遠称 (this: distal)   | ŋanin  | ŋanina-t  | ŋanina-w(wi)  |

指示詞も格接尾辞をとることができ、先行する名詞句（head noun）なしで用いられる場合、格接尾辞をとる。
また、表中にない代名詞として、遠称ŋaninの強調系として分析できるŋoninも存在する。

#### 疑問代名詞
アリュートル語には2つの疑問代名詞がある。{mik}「誰」は人間を指す場合に、{taq}「何」は動物を含む人間以外を指す場合に使われる。疑問代名詞は名詞と同様、絶対格でのみ単数・双数・複数の区別がある。このほか格変化しない疑問語などがある。詳細は疑問文の欄に記載。
|        | {mik}「誰」     | {mik}「誰」     | {mik}「誰」     | {taq}「何」                     | {taq}「何」                     | {taq}「何」                     |
| 単数   | 双数            | 複数            | 単数            | 双数                            | 複数                            |                                 |
| ------ | --------------- | --------------- | --------------- | ------------------------------- | ------------------------------- | ------------------------------- |
| 絶対格 | miɣɣa           | mik-ə-nti       | mik-uwwi        | tinɣa                           | taq-ti                          | taq-uwwi                        |
| 道具格 | mik-nak         | mik-nak         | mik-nak         | taq-a                           | taq-a                           | taq-a                           |
| 場所格 | mik-nak         | mik-nak         | mik-nak         | taq-ə-k                         | taq-ə-k                         | taq-ə-k                         |
| 与格   | mik-naŋ         | mik-naŋ         | mik-naŋ         | taq-ə-ŋ                         | taq-ə-ŋ                         | taq-ə-ŋ                         |
| 沿格   | mik-nepəŋ       | mik-nepəŋ       | mik-nepəŋ       | taq-ɣəpəŋ, taq-jipəŋ            | taq-ɣəpəŋ, taq-jipəŋ            | taq-ɣəpəŋ, taq-jipəŋ            |
| 様態格 | mik-u           | mik-u           | mik-u           | taq-u                           | taq-u                           | taq-u                           |
| 共同格 | - - awən-mik-ma | - - awən-mik-ma | - - awən-mik-ma | ɣe-taq-a ɣeqə-taq-a awən-taq-ma | ɣe-taq-a ɣeqə-taq-a awən-taq-ma | ɣe-taq-a ɣeqə-taq-a awən-taq-ma |

#### 代用語
話者が必要な語を度忘れしたなどですぐに発音できない場合、代用語（Слова-заместители）が使用される。代用語には{nitka}、{nika}の二種類がある。{nitka}は人間を指す名詞の語幹の代用に使用される。{nitka}は名詞として使用される。一方、{nika}は物を指す名詞の語幹の代用として使用される。{nika}は名詞だけでなく、動詞や形容詞の役割も置き換えることができる。絶対格単数形ではこれらの語の語末母音/a/は脱落する。

### 形容詞
アリュートル語の形容詞には、質的形容詞と非質的形容詞（関係形容詞・所有形容詞）に分かれる。

#### 質的形容詞
質的形容詞、名詞、動詞、副詞、稀に接続詞から派生され、接周辞n-...-qinの形式を持つ。質的形容詞は、対象の恒常的性質、特徴、性格、品質を表す。性質を示す語幹は、副詞化接辞（adverbializing affix）n-...-ʔa および -ŋ をとることがあり、その場合、副詞として機能する。
n-ə-misʔa-qin「美しい」、n-ə-misʔa-ʔa/ misʔa-ŋ「美しく」

#### 非質的形容詞

##### 関係形容詞
関係形容詞は、場所や時間を指す語幹から派生され、接尾辞-kinの形式をもつ。

##### 所有形容詞
所有形容詞は、関係形容詞の語幹以外から派生され、接尾辞-inの形式を持つ。人の名前か人称代名詞の語幹に付加する場合、接尾辞は-ninの形をとる。
{rara}「家」 → rara-kin「家の（形容詞）」
{utt}「木」 → utt-in「木の（形容詞）」
kavav 「カヴァヴ（男性名）」 → kavav-nin「カヴァヴの（形容詞）」
{ɣəm}「私」→ ɣəm-nin「私の（形容詞）」

### 数詞
アリュートル語の数え方は、チュクチ語と同様に、「手」と「男性」という語に関連する。mənɣətkin「10」は、{mənɣ}、mənɣət (絶対格双数)「手」と共通の語根をもち、qəlikkəは動物の雄や男性を意味するqəlikである。Жукова (1968: 300)では、11以上の数詞の末尾にɣapatulaをつけることが報告されている。Nagayama (2003)では非常に高齢な話者の話し言葉でのみ確認され、しばしばɣapatulaが省略される。
数詞は三つのグループに分けられる：単純数詞、複合数詞、合成数詞
単純数詞：1-5, 10, 20
複合数詞：6-9, 30, 40, 50, 60, 70, 80, 90（複合数詞は二つの単純数詞の語根からなる）
合成数詞：単純数詞と複合数詞以外の全て（合成数詞は二つの独立した数詞の組み合わせで表される）
| 数字 | 数詞                            | 序数詞                 |
| ---- | ------------------------------- | ---------------------- |
| 1    | ənnan                           | vitkukin/ janutkin     |
| 2    | ŋitaq                           | ŋita-qav-kin           |
| 3    | ŋəruqqə                         | ŋəru-qav-kin           |
| 4    | ŋəraqqə                         | ŋəra-qav-kin           |
| 5    | məlləŋin                        | məlləŋ-qav-kin         |
| 6    | ənnanməlləŋ(in) (1+5)           | ənnanməlləŋ-qav-kin    |
| 7    | ŋitaqməlləŋ(in) (2+5)           | ŋitaqməlləŋ-qav-kin    |
| 8    | ŋəruqməlləŋ(in) (3+5)           | ŋəruqməlləŋ(in)        |
| 9    | ŋəraqməlləŋ(in) (4+5)           | ŋəraqməlləŋ(in)        |
| 10   | mənɣətkin                       | mənɣət-qav-kin         |
| 11   | mənɣətək ənnan (10+1)           | mənɣətək ənnan-qav-kin |
| 12   | mənɣətək ŋitaq (10+2)           |                        |
| 13   | mənɣətək ŋəruqqə (10+3)         |                        |
| 14   | mənɣətək ŋəraqqə (10+4)         |                        |
| 15   | mənɣətək məlləŋin (10+5)        |                        |
| 20   | qəlikkə                         | qəlik-ə-wav-kin        |
| 21   | qəlikkə ənnan (20+1)            |                        |
| 40   | ŋəraqmənɣətkin (4*10)           |                        |
| 44   | ŋəraqmənɣətkin ŋəraqqə (4*10+4) |                        |
| 50   | məlləŋin mənɣətkin (5*10)       |                        |
| 70   | ŋitaqməlləŋin mənɣətkin (7*10)  |                        |
| 100  | mənɣətək mənɣətkin (10*10)      |                        |

#### 序数詞
序数詞は一番目を除き、基数詞の語根から派生される。

#### 集合数詞
集合数詞は接尾辞-(r)ɣaraを付加して形成される。語根が子音で終わる場合は-ɣara、母音で終わる場合は-rɣaraを使用する。4以上の集合数詞はほとんど使用されない。

#### 頻度のカテゴリ
頻度「〜回」を表す形は接尾辞 -ѕаŋ を用いて作られる。
ənnan-ѕаŋ , ŋisa -ѕ(аŋ), ŋeru-s(aŋ), ŋera-s(aŋ), məlləŋ-s(aŋ), mənɣət-saŋ

#### 分配のカテゴリ
分配形「～ずつ」は接尾辞 -јu を用いて作られる。
ənʲnʲanʲ-nʲu, ŋita -ju, ŋeru-ju, ŋera-ju, məlləŋ-ju, mənɣəj-ju

## 動詞
動詞は付加する接辞によって3つに下位区分を持つ：①自動詞接辞が付加できるもの（{arat}「落ちる」など）、②他動詞接辞が付加できるもの（{ɣita}「～を見る」）、③自動詞接辞と他動詞接辞が付加できるもの（{iv}「言う」、「～を言う」）。これらの動詞接辞は項の人称と数を示す。動詞の大部分は自動詞接辞か他動詞接辞のいずれかしか付加しないが、どちらも付加できるものも少数ある。動詞は常に屈折接辞（接頭辞、接尾辞、接周辞）を伴って現れ、裸語幹が単独で用いられることがない。動詞の屈折接辞は、人称、数、ムード、アスペクト、項の数を標示する。動詞には以下の4つの法がある：直説法（indicative）、可能法（potential）、願望法（optative）、接続法（subjunctive）。用法は後述する。
動詞の屈折接辞は二種類に分けられる：単一標示タイプ（single-marking type）と二重標示タイプ（double-marking type）。単一標示タイプの動詞は自動詞主語（S）か他動詞目的語（P）を標示するが、二重標示タイプの動詞は動作の主語（A）と対象（P）を標示する。自動詞は常に単一標示タイプで、他動詞は二重標示タイプである。
アリュートル語は動詞に三つの相を区別する。未完了相（imperfective）、完了相（perfective）、結果相（resultative）である。結果相の他動詞は他動詞の対象のみを標示する。
アリュートル語では屈折接辞により、単数と非単数しか区別されない。複数は非単数形に複数化マーカー-laを付加することで標示される。

### 自動詞の活用
自動詞の屈折接辞は、動作主を標示する。直説法完了相では、動作主を一人称では接周辞により、二・三人称では接尾辞により標示している。
|        | 単数       | 双数         | 複数              |
| ------ | ---------- | ------------ | ----------------- |
| 一人称 | t-ə-saju-k | mət-saju-mək | mət-saju-la(-mək) |
| 二人称 | saju-j     | saju-tək     | saju-la-tək       |
| 三人称 | saju-j     | saju-ɣəʔət   | saju-la-t         |

|        | 単数            | 双数            | 複数                |
| ------ | --------------- | --------------- | ------------------- |
| 一人称 | t-ə-saju-tkə(n) | mət-saju-tkə(n) | mət-saju-la-tkə(-t) |
| 二人称 | saju-tkə(n)     | saju-tkəni-tək  | saju-la-tkəni-tək   |
| 三人称 | saju-tkə(n)     | saju-tkə-t      | saju-la-tkə-t       |

| 動作主の人称・数 | 動詞の形態                                  |
| ---------------- | ------------------------------------------- |
| 1 SG 1 DU 1 PL   | ɣa-saju-jɣəm ɣa-saju-muri ɣa-saju-muru      |
| 2 SG 2 DU 2 PL   | ɣa-saju-jɣət ɣa-saju-turi ɣa-saju-turu      |
| 3 SG 3 DU 3 PL   | ɣa-saju-lin ɣa-saju-lina-t ɣa-saju-laŋ(ina) |

### 他動詞の活用
他動詞の屈折接辞は、動詞の動作主（A）と被動作主（P）を標示する。一般に接頭辞は他動詞の動作主を示す傾向がある。接頭辞 na- または ina- は、動作主が被動作主よりも階層的に低いことを示し、それぞれの項の人称と数に応じて使い分けられる。この階層は以下のように模式化される（NSGは、非単数 non-singular）。
3NSG< 3SG < 2NSG < 2SG < 1NSG < 1SG
接頭辞 na- は、第二人称または第三人称の動作主が階層的に高い被動作主を持つ場合に使用される。第一人称被動作主が階層の最も高い場合には接頭辞 ina- が使われる。以下に接頭辞の使い分けについて示す。
| 接頭辞の形態 | 動作主（P）                  | 被動作主（A）                            |
| ------------ | ---------------------------- | ---------------------------------------- |
| na-          | 1SG 1NSG 2SG, 2NSG 3SG, 3NSG | 3NSG 2SG, 2NSG, 3SG, 3NSG 3SG, 3NSG 3NSG |
| ina-         | 1SG                          | 2SG, 2NSG, 3SG                           |

アリュートル語では通常、動作主（A）が被動作主（P）よりも階層的に低い場合、動作主の人称や数を区別しない。
| 被動作主（P） | 動作主（A）                              | 動詞の形態                                                                                             |
| ------------- | ---------------------------------------- | --- |
| 1 SG          | 2 SG/3 SG 2 DU 2 PL 3NSG                 | ina-pŋəlu-j ina-pŋəlu-tək ina-pŋəlu-la-tək na-pŋəlu-gəm                                                |
| 1 DU          | all                                      | na-pŋəlu-mək                                                                                           |
| 1 PL          | all                                      | na-pŋəlu-la-mək                                                                                        |
| 2 SG          | 1 SG 1 DU 1 PL 3 SG/3 NSG                | t-ə-pŋəlu-ɣət mət-ə-pŋəlu-ɣət mət-ə-pŋəlu-la-ɣət na-pŋəlu-la-ɣət                                       |
| 2 DU          | 1 SG 1 NSG 3 SG/ 3 NSG                   | t-ə-pŋəlu-tək mət-ə-pŋəlu-tək na-pŋəlu-tək                                                             |
| 2 PL          | 1 SG 1 NSG 3 SG/3 NSG                    | t-ə-pŋəlu-la-tək mət-ə-pŋəlu-la-tək na-pŋəlu-la-tək                                                    |
| 3 SG          | 1 SG 1 DU 1 PL 2 SG 2 DU 2 PL 3 SG 3 NSG | t-ə-pŋəlu-n mət-ə-pŋəlu-n mət-ə-pŋəlu-la-n pəŋlu-n pəŋlu-tki pəŋlu-la-tki pəŋlu-nin na-pŋəlu-n         |
| 3 DU          | 1 SG 1 NSG 2 SG 2 NSG 3 SG 3 NSG         | t-ə-pŋəlu-na-t mət-ə-pŋəlu-na-t pəŋlu-na-t pəŋlu-tki pəŋlu-nina-t na-pŋəlu-na-t                        |
| 3 PL          | 1 SG 1 NSG 2 SG 2 NSG 3 SG 3 NSG         | t-ə-pŋəlu-na(-wwi) mət-ə-pŋəlu-na(-wwi) pəŋlu-na(-wwi) pəŋlu-la-tki pəŋlu-nina(-wwi) na-pŋəlu-na(-wwi) |

| 動作主の人称・数 | 動詞の形態                                     |
| ---------------- | ---------------------------------------------- |
| 1 SG 1 DU 1 PL   | ɣa-pəŋlu-jɣəm ɣa-pəŋlu-muri ɣa-pəŋlu-muru      |
| 2 SG 2 DU 2 PL   | ɣa-pəŋlu-jɣət ɣa-pəŋlu-turi ɣa-pəŋlu-turu      |
| 3 SG 3 DU 3 PL   | ɣa-pəŋlu-lin ɣa-pəŋlu-lina-t ɣa-pəŋlu-laŋ(ina) |

### 副動詞
副動詞は、動詞語幹に後述する接尾辞を後続させることで作成できる。副動詞は人称と数を標示しないため、主動詞で示された行動の主体と副動詞の主体が異なる場合、その主語または動作主が副動詞節に付加される。
-k/-ki, ɣa-…-(t)a：主動詞が示す事象に先行する事象
ɣaqə-…-(t)a, awən-...-(m)a, -kəŋ, -kaŋa：主動詞が示す事象と同時に起こる事象

## 副詞
副詞は人称や数を示す屈折接辞を伴わないが、多くの副詞は語幹と接尾辞に分析できる。

### 性質副詞
性質副詞は、形容詞語幹から接周辞nə-...-ʔaまたは接尾辞-ŋを用いて派生される。n-ə-mal-qin「良い」、n-ə-mal-ʔa「良い」、mal-ə-ŋ「良い」

### 場所の副詞
場所の副詞は、動作の方向を示す接尾辞-ŋを持つものか、動作場所を示す接尾辞-kを持つものがある。javal-ə-k「後ろで（場所格）」、javal-ə-ŋ「後ろに」

### 動作様態副詞
動作様態副詞は、接尾辞-ŋまたは-(t)aで派生される。

### 時間の副詞
時間の副詞は、ほとんどが無接辞である。形容詞語幹に接尾辞-saŋを付加すると、「～の最中に」の意味を持つ副詞ができる。

### 類似副詞
類似副詞は、名詞・代名詞語幹に接尾辞-sʔinaŋを付加して派生される。

## 語形成
アリュートル語には次の語形成法が存在する：接辞付加、語幹複合、抱合、重複、転換。このうち重複は名詞形成にのみ用いられる。

### 接辞付加
接辞による語形成は、アリュートル語で非常に生産的に行われる。派生接辞には主に名詞系と動詞系の二つのグループがある。

#### 名詞を派生する接尾辞
| 接辞     | グロス                         | 例                              | 派生前の名詞    |
| -------- | ------------------------------ | ------------------------------- | --------------- |
| -mk      | 「多くのN」                    | ra-mk-ə-n 「トナカイキャンプ 」 | {ra} 「家」     |
| -surəm   | 「Nの端」                      | ʕinʲnʲ-ə-surəm「カラー」        | {ʕinn} 「首」   |
| -tʔul    | 「Nの一部、Nの肉」             | keŋ-ə-tʕul 「クマの肉」         | {keŋ} 「クマ」  |
| -nʲaq(u) | 「（指大辞）」                 | ɣətɣ-ə-nʲaqu 「大きな湖」       | {ɣətɣ} 「湖」   |
| -pilʲ    | 「（指小辞）」                 | akka-pilʲ 「小さな息子」        | {akka} 「息子」 |
| -lwən    | 「Nの集合」                    | utt-ə-lwən「森」                | {utt} 「木」    |
| -lwən    | 「とても（形容詞）である人物」 | ŋira-lwən 「汚れ」              | {ŋira} 「醜い」 |

| 接辞  | グロス              | 例                             | 派生前の動詞             |
| ----- | ------------------- | ------------------------------ | ------------------------ |
| -inaŋ | 「Vするための道具」 | milɣəp-inaŋ「ライター」        | milɣəp-ə-k「火をつける」 |
| -nə   | 「Vするための場所」 | em-ə-nə「水を汲む場所、井戸」  | em-ə-k「水を汲む」       |
| -ju   | 「Vするための物体」 | tu-ju-n 「食べるもの、食べ物」 | tu-kki「～を食べる」     |

| 接辞  | グロス                  | 例                                                  | 派生前の動詞・名詞       |
| ----- | ----------------------- | --------------------------------------------------- | ------------------------ |
| -julɣ | 「Nのための容器」       | wala-julɣ-ə-n「（ナイフの）さや」                   | wala「ナイフ」           |
| -julɣ | 「Vするための道具」     | milɣəp-julɣ-ə-n「炉、かまど」                       | milɣəp-ə-k「火をつける」 |
| -kv   | 「Nのカバー」           | arŋina-kv-ə-n「レインコート」                       | arŋin「雨」              |
| -kv   | 「Vすることを防ぐもの」 | saju-kv-ə-n 「お茶に合うお菓子」                    | saju-k「お茶を飲む」     |
| -lʔ   | 「Nを持つもの」         | kali-lʔ-ə-n「ゴマフアザラシ（lit.模様を持つもの）」 | {kali}「模様」           |
| -lʔ   | 「Vするもの」           | vitat-ə-lʔ-ə-n「労働者」                            | vitat-ə-k「働く」        |

#### 動詞を派生する接尾辞
| 接辞         | グロス                         | 例                           | 派生前の名詞     |
| ------------ | ------------------------------ | ---------------------------- | ---------------- |
| -at          | 「（動詞化）」                 | kətiɣ-at-ə-k「～が吹く」     | {ktiɣ}「風」     |
| -at          | 「（動詞化）」                 | um-at-ə-k「～を温める」      | ｛um｝「暖かい」 |
| -av          | 「（動詞化）」                 | sem-av-ə-k「～に近づく」     | {sem}「近い」    |
| -av          | 「（動詞化）」                 | ɣərɣul-av-ə-k「～を上がる」  | ɣərɣul「上」     |
| -ruʕ         | 「（季節や終わりが）来る」     | anu-ruʕ-ə-k「（春が）来る」  | {anu}「春」      |
| -ruʕ         | 「（季節や終わりが）来る」     | nəki-ruʕ-ə-k「（夜が）来る」 | {nəki}「夜」     |
| -tku         | 「Nを使って行動する」          | wala-tku-k「笛を吹く」       | wala「ナイフ」   |
| -u           | 「Nを飲む/食べる」「Ｎを殺す」 | saj-u-k「お茶を飲む」        | {saj}「お茶」    |
| -u           | 「Nを飲む/食べる」「Ｎを殺す」 | keŋ-u-k「クマを殺す」        | {keŋ}「クマ」    |
| ta-...-ŋ (1) | 「Nを作る」                    | ta-pisɣ-ə-ŋ-ki「料理する」   | {pisɣ}「食べ物」 |
| ta-...-ŋ (2) | 「Vをしたい」                  | ta-la-ŋ-ki「行きたい」       | {la}「行く」     |

### 複合語
ほとんどの複合語は二つの異なる語幹からなるが、三語幹の複合語もみられる。ただし、動詞 + 動詞の複合語で二番目の動詞語幹として現れることができる語幹の数は限定的であり、動作の始動・終了を表す、{ŋvu} 「始める」、{plʲətku} 「終わる」、{ʕankav} 「止める、諦める」及び、{viʕ} 「死ぬ」 のみである。ただし、{viʕ} 「死ぬ」が複合語に使われる場合は本来の意味を失い、直前の動詞が示す動作の強調を示す。
| 形容詞語幹 + 名詞語幹 | 語                   | グロス            | 意味               |
| --------------------- | -------------------- | ----------------- | ------------------ |
| 名詞語幹 + 名詞語幹   | aŋqa+ɣərnik          | 海+動物           | 海獣               |
| 形容詞語幹 + 名詞語幹 | meŋ-ə+ʔiwl-ə-qama-ŋa | 大きい+長い皿     | 大きい長い皿       |
| 動詞語幹 + 名詞語幹   | java+ʕətʕ-ə-n        | 使う+犬           | 橇犬               |
| 副詞語幹 + 名詞語幹   | jaŋta+sama-n         | 孤立した+島       | 孤立した島         |
| 動詞語幹 + 動詞語幹   | oji+plʲətku-k        | 食べる+終わる     | 食べ終わる         |
| 動詞語幹 + 動詞語幹   | tanʲŋo+viʕ-ə-k       | 笑う+死ぬ         | 突然笑い出す       |
| 形容詞語幹 + 動詞語幹 | meŋ-ə+saju-k         | 大きい+お茶を飲む | たくさんお茶を飲む |
| 副詞語幹 + 動詞語幹   | winʲv-ə+tirŋat-ə-k   | こっそり+泣く     | こっそり+泣く      |

### 重複
いくつかの名詞語幹は重複して絶対格単数形を形成する。重複には、名詞語幹全体が重複される完全重複と、語幹の最初の三つの音素が重複される部分重複が存在する。ただし、最初の四つの音素が重複されるものも存在する。
| 音節構造      | 語          | 意味                 |
| ------------- | ----------- | -------------------- |
| CVC~CVC       | jaq~jaq     | カモメ               |
| CVC~CVC       | ʕəl~ʕəl     | 積もった雪           |
| CVCV~CVC      | riri~rir    | シロイルカ           |
| CVCV~CVC      | ɣuna-ɣun    | クロマツの松ぼっくり |
| CVCC~E~CVC    | tumɣ~ə~tum  | 仲間                 |
| CVCC~E~CVC    | təll~ə~təl  | 毛皮のゲルの入り口   |
| CVCCV~CVC     | jilʲʔa~jilʲ | ジリス               |
| CVCCV~CVC     | qərvu~qər   | クロマツ             |
| (C)CVC~E~CCVC | ɣiŋ~ə~nɣiŋ  | 漁網                 |

## 構文と機能的カテゴリー

### 語順
アリュートル語における語順はかなり自由である。Nagayama (2011)では、語順の詳細は十分に解明されていないとしながらも、動詞節ではOV構造の頻度が高いとしている。修飾語は多くの場合、修飾される名詞の前に置かれるが、逆になる場合も多い。複合語においては修飾語の要素が常に修飾される要素の前に置かれる。

### 文法機能

#### 主語/目的語標示と動詞の一致
アリュートル語は能格絶対格タイプの言語であり、動詞の主語・対象は以下のように標示される：
- 他動詞の動作主（A）は具格（＝能格）で標示される。
- 自動詞の主語（S）および他動詞の対象（P）はともに絶対格で標示される。

動詞は（S）、（A）、および（P）に一致する。動詞の一致は接頭辞と接尾辞によって表される。
自動詞文では動詞は絶対格で標示された主語と一致する。他動詞文では動詞は具格（=能格）で標示された動作主と絶対格で標示された被動作主と一致する。
加えて、動詞の屈折接尾辞においても能格性が示され、非単数の二人称の非他動詞の主語と他動詞の対象は同じ接尾辞 -tək によって示される。
しかしながら、第一人称に関しては、屈折接辞は主格・対格型（nominative-accusative type型）で表される。具体的には、単数第一人称の非他動詞の主語と他動詞の行為者は同じ接頭辞 t- によって示される。
動詞が否定接辞とともに使われ、動詞の一致を示せない場合は、助動詞が用いられる。 アリュートル語では二種類の異なる助動詞が用いられる： {it}（自動詞）、 {tt/nt}（他動詞）。

### 名詞述語標示
アリュートル語にはコピュラ動詞が存在しない。 名詞述語文においては、主語と述語が並べられ、両者とも能格ではなく絶対格で表される。さらに、名詞述語文で主語が第一人称または第二人称の場合、述語に主語の人称と数を示す特殊な接尾辞（人称指標, predicate marker）が付加されることがある。
|        | 単数        | 双数  | 複数  |
| ------ | ----------- | ----- | ----- |
| 一人称 | -jɣəm/-iɣəm | -muri | -muru |
| 二人称 | -jɣət/-iɣət | -turi | -turu |

第一人称単数および第二人称単数においては、母音で終わる語幹の後には子音 -j をもつ形が用いられ、子音で終わる語幹の後には母音 -i をもつ形が用いられる。
第一人称および第二人称の代名詞を修飾する形容詞や副詞も、名詞述語の場合と同一の述語標識を伴う。

### ムードとアスペクト
動詞には以下の4つの法がある：直説法（indicative）、可能法（potential）、願望法（optative）、接続法（subjunctive）。
|                       | 不完了相（Imperfective）                  | 完了相）（Perfective）              |
| --------------------- | ----------------------------------------- | ----------------------------------- |
| 直説法（indicative）  | 進行中の行動（=現在、過去進行、過去習慣） | 完了した行為（=過去）               |
| 可能法（potential）   | 未来において進行中の行動                  | 未来において完了される行為（=未来） |
| 願望法（optative）    | 進行中の動作を続ける意思または命令        | 動作を開始・完了する意思または命令  |
| 接続法（subjunctive） | 行動を続ける願望                          | 行為を完了したいという願望          |

アスペクトでは、不完了相・完了相に加えて、相を示す他の接尾辞が存在する。例えば、開始相（inchoative, -lqiv）や反復相（iterative, -tku）である。

### 結合価の変更

#### 使役化
自動詞は、使役接辞を用いることで他動詞に変えることができる。接頭辞 t-/n- には二つの異形態があり、t- は語頭位置に、-n- は語中位置に現れる。
t/n-: t-ə-passa-k 「駄目にする」 (< {passa} 「駄目になる」)

#### 逆受動
逆受動は接頭辞ina-によって形成され、多くの場合項数を増やす接尾辞-atを伴う。

#### 抱合
抱合はアリュートル語において非常に生産的である。抱合は、他動詞の直接目的語を含むが自動詞の主語、まれに斜格目的語も動詞語幹に抱合されることがある。抱合される名詞語幹は常に動詞語幹の前に置かれる。
他動詞が自身の直接目的語を抱合する場合、行為者は絶対格として標示されて主語位置に移され、動詞は自動詞の活用パターンを示す。
自動詞が主語を抱合する場合、文は非人称文となる。
固有名詞や代名詞は抱合されない。
形容詞や指示代名詞は斜格において名詞類語幹に付加される。こういった操作は広義の抱合とみなすこともできる。

### 命令と依頼
アリュートル語には命令と依頼を示す二通りの表現、願望法と命令形がある。願望法は人称に対して使用制限がないが、命令形は二人称に対してのみ使用できる。命令形は数に関して単数と非単数の区別がある。願望法の二人称と命令形における違いは不明である。

### 否定

#### 名詞の否定
名詞の否定は、alvalʔin「違うもの」を語の前に置くことで表現できる。所有形の否定も同様にできる。
ənnu alvalʔin sosəv
彼.ABS.SG 違うもの.ABS.SG コリャークの男性.ABS.SG
「彼はコリャークではない」

#### 形容詞の否定
形容詞の否定は、接周辞a-...-kəlʔinを語幹につけることで表現できる。否定の小辞al(lə)は付け加えても付け加えなくてもよい。テキスト内で形容詞の否定形は数個しか出現していない。
(al) a-meŋ-ə-kəlʔin
no NEG-大きい-E-NEG.3SG
「大きくない」

#### 動詞の否定
動詞の否定は、否定の小辞al(lə)を動詞の前に置き、接周辞(a)-...-kaを動詞語幹に付加することで表現できる。接周辞の接頭辞部分は母音で始まる語幹に付加するとき脱落する。動詞語幹に付加して人称・数・ムード・アスペクトなどを標示していたマーカーは、助動詞に付加する。
allə  iv-ka it-ti
否定 言う-NEG 助動詞.三人称単数
「彼は言わなかった」
一人称の否定意思（「～したくない」）は、qətəmməと動詞の願望法を使用して表現される。

#### 禁止
四通りの方法で禁止を表すことができる。これらの違いは不確かだが、進行中の動作の禁止を示すときにinʲas 「十分」が使用される。複数の動作主に対する禁止の場合、複数マーカー-laが否定形に付加される。
(i) 否定の小辞 kətvəl + 動詞 (願望法)
(ii) 否定の小辞 kətvəl + 動詞 (否定法)
(iii) 副詞 inʲas 「十分」 + 動詞 (願望法)
(iv) 副詞 inʲas 「十分」 + 動詞 (否定法) (+ 助動詞 (願望法))

### 疑問文
疑問文は、イントネーション、疑問小辞、疑問語で表現される。
真偽疑問文（YES/NO疑問文）は特有のイントネーションパターンを伴い、任意で疑問小辞を含むことができる。疑問詞疑問文（Wh疑問文）は{mik}「誰」、{taq}「何」などの一群の疑問語を用いる。これらの語は名詞類と同様に語形変化をする。
疑問節においては、語順は変化しない。

#### 真偽疑問文（YES/NO疑問文）
真偽疑問文（YES/NO疑問文）は特有のイントネーションを伴う。また、省略可能な疑問小辞matkaを伴うことがある。

#### 疑問語
アリュートル語には2つの疑問代名詞がある。{mik}「誰」は人間を指す場合に、{taq}「何」は動物を含む人間以外を指す場合に使われる。疑問代名詞は名詞と同様、絶対格でのみ単数・双数・複数の区別がある。格変化は名詞の欄参照。疑問語は文の最初に置かれる。{taq}「何」は動詞として使用できる。 {maŋ} は他の種類の疑問文に使用される。
{maŋ} 「how, wh-」
maŋ-ki 「どこで」（場所格）
maŋ-in「どっち」
maŋ-inʲas「どれくらい、どれくらい長く」
maŋ-kət/maŋ-kətiŋ「どのように、どこで（与格）」
maŋ-kepəŋ「どこから、どこに沿って（沿格）」
このほか、格接辞をとらない疑問語がある（tita 「いつ」、taʕər 「どのくらい」、maja「どこで」）。

### 複文

#### 関係節
疑問語maŋ-「how, which」や代名詞 ŋan- 「that」や分詞マーカー-lʔを使用して関係節を形成することがある。

#### 副詞節
疑問語maŋ-inʲas「どのくらい、どのくらい長く」、副詞kitkit「少しだけ」を使用して時間を示す副詞節が掲載される。若い話者の中には疑問語tita 「いつ」を使用することがあるが、年長者はこれらをロシア語の影響という。これらの副詞節は節の先頭におかれるが、しかし節の最後に置かれる場合もある。時間を示す節は主節に先行する傾向がある。